# Ultratop 50 Singles
Ultratop 50 Singles hay nói một cách gắn gọn hơn: Ultratop 50 là một bảng xếp hạng âm nhạc hàng tuần của 50 đĩa đơn bán chạy nhất tại vùng lãnh thổ Flanders ở quốc gia Bỉ và được sản xuất, xuất bản bởi các tổ chức của Ultratop. Bảng xếp hạng này được thành lập vào ngày 31 tháng 3 năm 1995. Trang web chính thức của Ultratop 50 được thiết lập bằng tiếng Hà Lan, Pháp, tiếng Anh và được thông báo vị trí xếp hạng mỗi tuần trên một số đài phát thanh của Bỉ cũng như trên đài truyền hình TMF Flanders.
Một loại bảng xếp hạng thứ hai được thành lập bởi Ultratop để theo dõi hiệu suất xếp hạng duy nhất tại vùng lãnh thổ Wallonie của Bỉ được biết đến với cái tên "Ultratop 40 singles".
Bảng xếp hạng thứ ba của tổ chức Ultratop mang tên "Ultratop 50 album" là vị trí xếp hạng album hàng tuần tại Flanders bằng tiếng Hà Lan và tại Wallonia bằng tiếng Pháp. Tất cả các bảng xếp hạng cũng được thành lập trong ba loại ngôn ngữ khác nhau.

## Lịch sử những đĩa đơn đã giành vị trí quán quân tại vùng Flanders của Bỉ

### 1995
- Kamiel Spiessens: Het Isj Nie Moeilijk, Het Isj Gemakkelijk (tiếng Anh: It's not difficult, it's easy)
- Céline Dion: Think Twice
- Vangelis: Conquest Of Paradise
- Guus Meeuwis & Vagant: Het Is Een Nacht... (tiếng Anh: It's one of those nights...)
- Coolio: Gangsta's Paradise

### 1996
- Andrea Bocelli: Con te partirò
- Joan Osborne: One Of Us
- Los Del Rio: Macarena
- The Fugees: Killing Me Softly
- Spice Girls: Wannabe
- Rob de Nijs: Banger Hart

### 1997
- No Doubt: Don't Speak
- Elton John: Candle In The Wind
- Aqua: Barbie Girl
- Funky Green Dogs: Fired Up
- Sash: Ecuador

### 1998
- Natalie Imbruglia: Torn
- Steps: Last Thing On My Mind
- Steps: One For Sorrow
- Pras Michel, ODB và Mýa: Ghetto Supastar
- Vengaboys: We Like To Party
- Scooter: How Much Is The Fish

### 1999
- Britney Spears: Baby One More Time
- Lou Bega: Mambo No. 5
- R. Kelly: If I Could Turn Back The Hands Of Time
- Eiffel 65: Blue (Da Ba Dee)
- Christina Aguilera: Genie In A Bottle
- Da Boy Tommy: Halloween
- Offspring: Pretty Fly (for a white guy)
- Scoop: Drop It
- DJ Peter Project: 2 New York
- Britney Spears: Sometimes
- Ann Lee: 2 Times
- Shania Twain: That Don't Impress Me Much
- Virtual Zone: Virtual Zone/Change Ur Mind
- Mr. Oizo: Flat Beat
- Virtual Zone: Heaven
- Emilia: Big Big World

### 2000
- Bomfunk MC's: Freestyler
- Krezip: I Would Stay
- Big Brother: Leef (English: Live)
- Big Brother: Een Brief Voor Kerstmis (English: A Letter For Christmas)
- Live: They Stood Up For Love
- Liquid hợp tác với Silvy: Turn The Tide
- Bon Jovi: It's My Life
- Da Boy Tommy: Candyman
- Milk Inc: Walk On Water
- Metallica: Nothing Else Matters
- Bloodhound Gang: The Bad Touch
- Twarres: Wer Bisto
- R. Kelly: If I Could Turn Back The Hands Of Time

### 2001
1. Big Brother: "Een brief voor Kerstmis"
2. Twarres: "Wêr bisto"
3. Leann Rimes: "Can't Fight the Moonlight"
4. Gigi d'Agostino: "La passion"
5. Shaggy: It Wasn't Me
6. Wheatus: "Teenage Dirtbag"
7. Vanda Vanda: "Sunshine After the Rain"
8. Geri Halliwell: "It's Raining Men"
9. Shaggy: "Angel"
10. K3: "Télé-Roméo/Blub, ik ben een vis"
11. Atomic Kitten: "Eternal Flame"
12. Eve hợp tác với Gwen Stefani: "Let Me Blow Ya Mind"
13. Alicia Keys: "Fallen"
14. Kylie Minogue: "Can't Get You Out of My Head"
15. Afroman: "Because I Got High"
16. Kate Winslet: "What If"

### 2002
1. Kate Winslet: "What If"
2. Marco Borsato và Sita: "Lopen op het water" (tiếng Anh: "Walking on Water")
3. Shakira: "Whenever Wherever"
4. Kate Ryan: "Désenchantée"
5. 112: "Dance With Me"
6. Shakira: "Underneath Your Clothes"
7. Dynamite: "De pizza dans" (tiếng Anh: "The Pizza Dance")
8. Brainpower: "Dansplaat" (tiếng Anh: "Dance song")
9. Las Ketchup: "The Ketchup Song" (Asereje)
10. Nelly hợp tác với Kelly Rowland: "Dilemma"

### 2003
1. Eminem: "Lose Yourself"
2. Jasper Steverlinck, Steven và Stijn Kolacny: "Life on Mars?"
3. Céline Dion: "I Drove All Night"
4. Spring: "Spring" (English: "Jump")
5. Peter Evrard: "For You"
6. The Underdog Project với The Sunclub: "Summer Jam 2003"
7. Wim Soutaer: "Allemaal" (tiếng Anh: "All Together")
8. Brahim: "Turn the Music Up"
9. Lumidee: "Never Leave You (Uh Oooh, Uh Oooh)"
10. Black Eyed Peas: "Where Is the Love?"
11. Sarah và Koen Wauters: "You Are the Reason"
12. Natalia: "I've Only Begun To Fight"
13. Black Eyed Peas: "Shut Up"

### 2004
1. Black Eyed Peas: "Shut Up"
2. Marco Borsato: "Afscheid nemen bestaat niet" (English: "Saying Goodbye Doesn't Exist")
3. Kane với Tiësto: "Rain Down On Me"
4. Xandee: "1 Life"
5. Aventura: "Obsesión" (English: "Obsession")
6. Eamon: "F*ck It (I Don't Want You Back)"
7. Ruslana: "Wild Dances"
8. Freestylers: "Push Up"
9. Milk Inc: "Whisper"
10. André Hazes: "Zij gelooft in mij" (tiếng Anh: "She Believes in Me")
11. K-Maro: "Femme Like U"
12. Destiny's Child: "Lose My Breath"
13. Nâdiya với Smartzee: "Et c'est parti"
14. Joeri Fransen: "Ya 'bout to Find Out"

### 2005
1. Joeri Fransen: "Ya 'Bout To Find Out"
2. Artiesten voor Tsunami 12-12: "Geef een teken" (tiếng Anh: "Give a Sign")
3. Joy Grutmann: "Schnappi, Das kleine Krokodil"
4. 50 Cent: "Candy Shop"
5. Star Academy: "Fame"
6. Crazy Frog: "Axel F"
7. James Blunt: "You're Beautiful"
8. Pussycat Dolls với Busta Rhymes: "Don't Cha"
9. Bob Sinclar: "Love Generation"
10. Madonna: "Hung Up"
11. Kippensoep Allstars: "Kippensoep voor iedereen" (tiếng Anh: "Chicken Soup for Everyone")

### 2006
1. Kippensoep Allstars: "Kippensoep voor iedereen" (tiếng Anh: "Chicken Soup for Everyone")
2. Udo: Isn't It Time
3. Belle Perez: "El mundo bailando" (English: "The World Dancing")
4. Kate Ryan: "Je t'adore" (English: "I Adore You")
5. Pussycat Dolls với Will.I.Am: "Beep"
6. Black Eyed Peas: "Pump It"
7. Shakira với Wyclef Jean: "Hips Don't Lie"
8. Marco Borsato: "Rood" (tiếng Anh: "Red")
9. Laura Lynn: "Jij bent de mooiste" (tiếng Anh: "You're the Most Beautiful")
10. Henkie: "Lief klein konijntje" (English: "Sweet Little Bunny")
11. Bob Sinclar: "Rock This Party (Everybody Dance Now)"
12. Scissor Sisters: "I Don't Feel Like Dancin'"
13. Clouseau: "Vonken en vuur" (tiếng Anh: "Sparks and Fire")

### 2007
1. Pink: "Dear Mr. President"
2. Thor!: "Een tocht door het donker" (tiếng Anh: "A Trip Through the Night")
3. Nelly Furtado: "All Good Things (Come to an End)"
4. Fixkes: "Kvraagetaan (tiếng Anh: Ask-you-out")
5. Laura Lynn: "Dans de hele nacht met mij" (tiếng Anh: "Dance the Whole Night with me")
6. Rihanna: "Umbrella"
7. Stan Van Samang: "Scars"
8. Mika: "Relax, Take It Easy"
9. Mega Mindy: "Mega Mindy tijd" (tiếng Anh: "Mega Mindy Time")
10. Snow Patrol: "Shut Your Eyes"
11. Jeroen van der Boom: "Jij bent zo" (tiếng Anh: "You Are So")
12. Laura Lynn với Frans Bauer: "Kom dans met mij" (tiếng Anh: Come and Dance with Me")
13. Rihanna: "Don't Stop the Music"

### 2008
1. Rihanna: "Don't Stop the Music"
2. Leona Lewis: "Bleeding Love"
3. Ishtar: "O Julissi"
4. Christoff: "Een ster" (English: "A Star")
5. Laura Lynn với Frans Bauer: "Al duurt de nacht tot morgenvroeg" (tiếng Anh: "Even If the Night Lasts Till the Morning")
6. Madonna với Justin Timberlake: "4 Minutes"
7. Estelle với Kanye West: "American Boy"
8. Laurent Wolf: "No Stress"
9. Amy MacDonald: "This Is the Life"
10. Katy Perry: "I Kissed a Girl"
11. Rihanna: "Disturbia"
12. Milow: "Ayo Technology"
13. Guru Josh Project: "Infinity 2008"
14. Britney Spears: "Womanizer"
15. Tom Helsen với Geike Arnaert: "Home"
16. Kings Of Leon: "Sex on Fire"

### 2009
1. Tom Helsen với Geike Arnaert: "Home"
2. Kings of Leon: "Use Somebody"
3. Andy Sierens A.K.A. Vijvenveertig với Hooverphonic: "Mijn leven" (tiếng Anh: "My Life")
4. Lady GaGa: "Poker Face"
5. Hadise: "Düm Tek Tek"
6. Emiliana Torrini: "Jungle Drum"
7. Alexander Rybak: "Fairytale"
8. Lily Allen: "Fuck You"
9. The Black Eyed Peas: "Boom Boom Pow"
10. Pitbull: "I Know You Want Me (Calle Ocho)"
11. Milk Inc.: "Blackout"
12. The Black Eyed Peas: "I Gotta Feeling"
13. David Guetta với Akon: "Sexy Bitch"
14. Editors: "Papillon"
15. K3: "MaMaSé!"
16. The Black Eyed Peas: "Meet Me Halfway"

### 2010
1. The Black Eyed Peas: "Meet Me Halfway"
2. Absynthe Minded: "Envoi"
3. Yeah Yeah Yeahs: "Heads Will Roll"
4. Natalia với Gabriel Ríos: "Hallelujah"
5. Artists for Haiti: "We Are the World 25 for Haiti"
6. Milk Inc.: "Storm"
7. Tom Dice: "Me and My Guitar"
8. Lady Gaga với Beyoncé: "Telephone"
9. Stromae: "Alors on danse"
10. Shakira với Freshlyground: "Waka Waka (This Time For Africa)"
11. Yolanda Be Cool với DCUP: "We No Speak Americano"

## Liên kết
- Ultratop 50 site